# Olympiarinken
Olympiarinken är två ishallar belägna på Olympiaområdet i Helsingborg. Ishallen används främst av ishockeylaget Helsingborgs HC och IFK Helsingborgs konståkningssektion.

## Historik

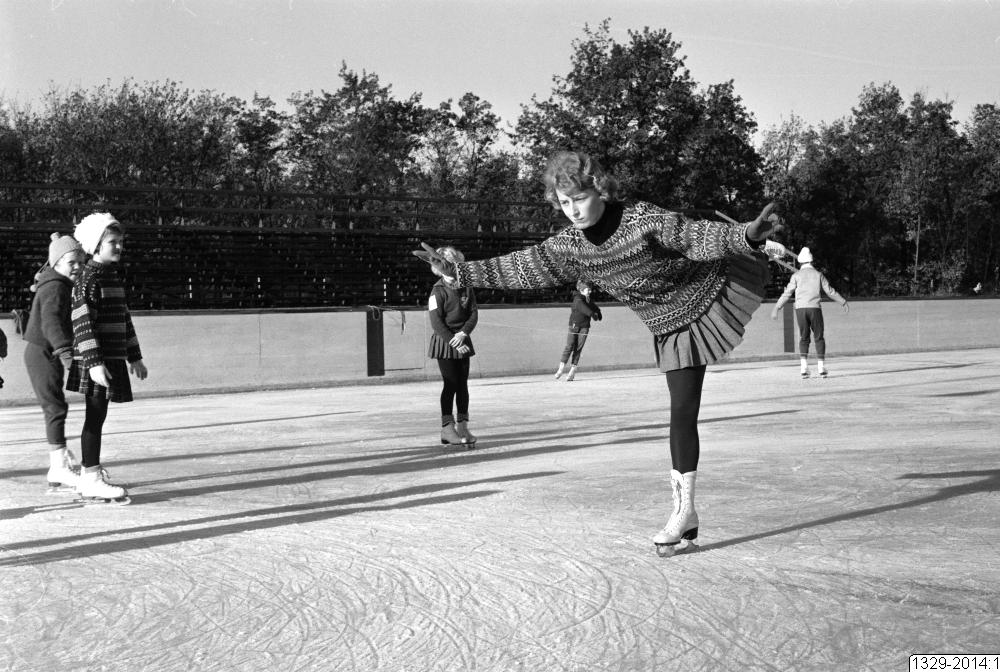
Utomhusisbanan i november 1961.

Olympiarinken föregicks av en konstfrusen utomhusisbana invigd den 21 januari 1959. Isbanan möjliggjorde för IFK Helsingborg att hålla regelbunden isträning för konståkning, och föreningens sektion för detta invigdes samma år. Från början användes även isbanan av IS Götas ishockeysektion. Denna ombildades 1977 till Helsingborgs HC. Själva Olympiarinken invigdes bredvid den gamla utomhusisbanan den 9 september 1973 med en match mellan gamla Tre Kronor med spelare som Lasse Björn och Rolle Stoltz i laget och IS Göta förstärkta av spelare från Rögle BK. Matchen sågs av 1 442 åskådare och slutade med vinst för Tre Kronor med 7–0. Under säsongen 1982–1983 spelade Rögle BK sina hemmamatcher på Olympiarinken, då Ängelholms ishall hade brunnit ner i juli 1982. Under denna säsongen sattes den 24 oktober 1982 ishallens publikrekord med 2 442 åskådare i hockeymatchen mellan Rögle BK och IF Troja i division 1 södra. Publikrekordet för Helsingborgs HC sattes 1991 i en match mot Rögle BK som drog 2 100 åskådare. Utomhusisbanan byggdes om till inomhusrink i början av 2000-talet och invigdes den 3 november 2001 som Olympiarinkens B-hall. Den tidigare inomhusrinken benämndes därefter A-hallen. 
I november 2019 hölls Europamästerskapen i curling i båda av arenans hallar. Inför mästerskapet byggdes en tillfällig isbana för konståknings- och hockeyträning istället för konstgräsplanen i Teknikhallen bakom fotbollsarenan Olympia. Under mästerskapet tog både det svenska herrlaget (Lag Edin) och damlaget (Lag Hasselborg) hem sina respektive EM-guld.